# Los ricos también lloran
Los ricos también lloran (doslova Bohatí také pláčou) je mexická telenovela produkovaná společností Televisa a vysílaná na stanici Las Estrellas v roce 1979. V hlavních rolích hráli Verónica Castro a Rogelio Guerra.

## Obsazení
- Verónica Castro jako Mariana Villareal
- Rogelio Guerra jako Luis Alberto Salvatierra Izaguirre